# Agrimonia aitchisonii
Agrimonia aitchisonii är en rosväxtart som beskrevs av Schönbeck-temesy. Agrimonia aitchisonii ingår i släktet småborrar, och familjen rosväxter. Utöver nominatformen finns också underarten A. a. pedicellata.